# Eo Ceramico
Eo Ceramico (in greco antico: Οἶον Κεραμεικόν?, Ôion Kerameikón) era un demo dell'Attica situato ad est di Atene, vicino al demo di Ceramico, probabilmente tra la via Sacra e le lunghe mura.
Secondo Filocoro il nome Eo significa "disabitato, abbandonato". La specificazione "Ceramico" è stata adottata per distinguere questo demo da quello di Eo Deceleico; si trattava di uno dei pochi demi aventi una specificazione nel nome ed era l'unico ad appartenere ad una tribù diversa da quella del demo da cui traeva la denominazione: Ceramico è infatti nella tribù Acamantide.